# Nuvistor

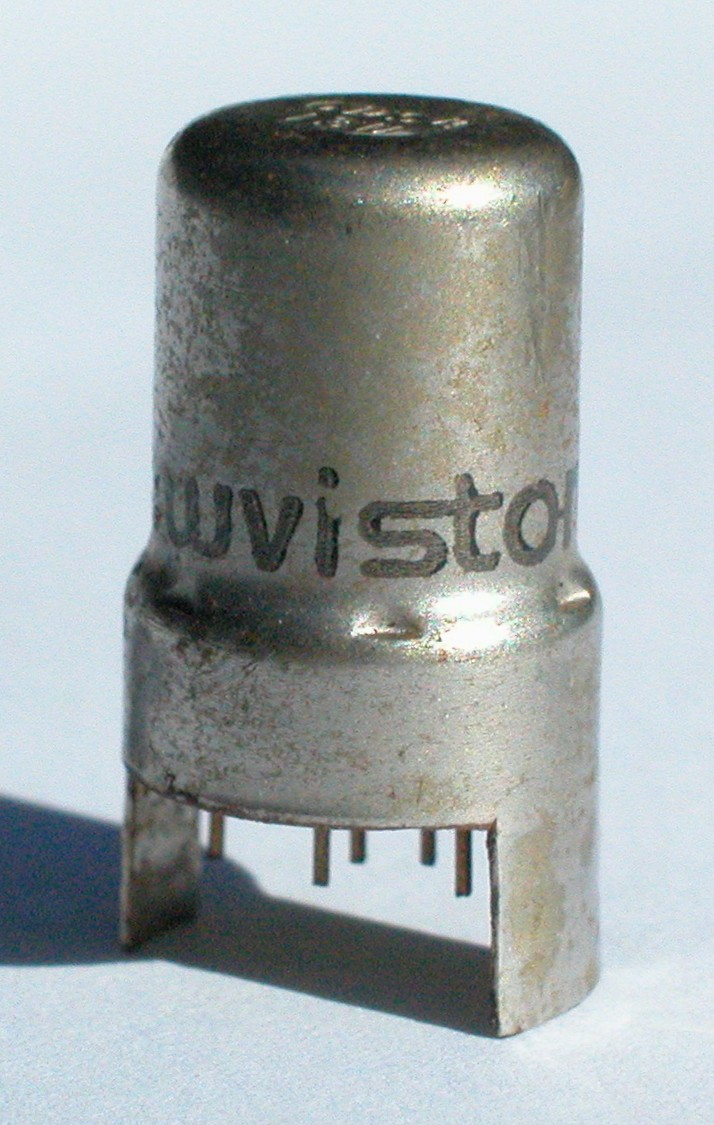
Triode RCA 6DS4

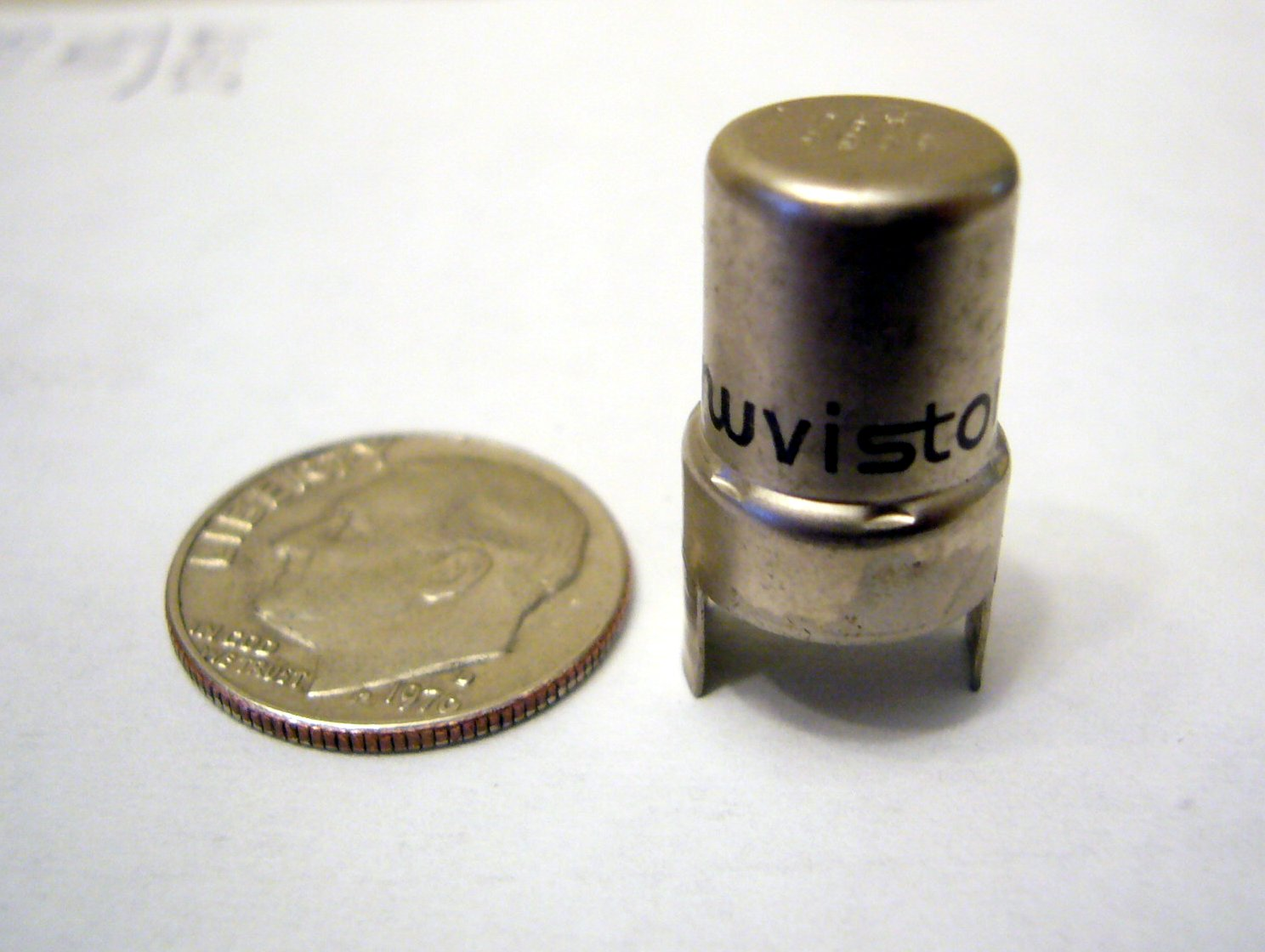
20 mm hoch und 11 mm im Durchmesser

Der Nuvistor ist eine miniaturisierte Sonderbauform einer Elektronenröhre, welche von der Radio Corporation of America (RCA) im Jahr 1959 auf den Markt gebracht wurden. Sie stellen die letzte Generation von Elektronenröhren für allgemeine Anwendungen dar, bevor die Produktion 1971 eingestellt wurde.

## Aufbau
Er besitzt ein Metall- anstelle eines Glasgehäuses sowie einen Keramikboden und ist somit bruchunempfindlicher. Die deutliche Verringerung der äußeren Abmessungen ermöglicht ein direktes Bestücken auf Leiterplatten. Durch die verringerten inneren Abstände der Elektroden ergeben sich veränderte elektrische Daten wie eine erhöhte Steilheit und verglichen mit anderen Elektronenröhren sehr gute HF-Eigenschaften. Da Nuvistoren ausschließlich aus Keramik und Metall hergestellt werden, arbeiten sie auch unter extremen Temperaturbedingungen.
Ihre Fertigungsweise unterschied sich erheblich von der anderer Elektronenröhren: Da die Konstruktion keine Möglichkeit der Evakuierung des Kolbens vorsah, erfolgte die komplette Systemmontage bis hin zum Verschluss des Kolbens unter Hochvakuum.

## Einsatz
Wegen ihrer guten elektrischen Werte bei VHF- und UHF-Frequenzen wurden sie in den USA vorwiegend in Fernsehtunern eingesetzt, aber auch in Oszilloskopen und einigen Spezialanwendungen. Beispiel sind erste Verstärkerstufe einer Bildaufnahmeröhre, diverse HF-Verstärker und Messgeräte machte man sich ihre vorteilhaften Eigenschaften zunutze.
Besonderen Bekanntheitsgrad erreichte die Nuvistortriode 13CW4 im Zusammenhang mit den beiden berühmten Neumann-U-47 bzw. U-48-Kondensatormikrofonen für professionelle Studioanwendungen: aus Rentabilitätsgründen wurde die Produktion der Vorverstärkerröhre VF14m – eine Stahlröhren-Pentode der Firma Telefunken – gegen Ende der 1950er Jahre eingestellt. Als Problemlösung entschied sich die Firma Neumann vorübergehend für den oben erwähnten Nuvistor, der nach einigen Modifikationen im Schaltungskonzept die VF14m ersetzte, was zu erheblichen klanglichen Veränderungen führte. Mit der Nuvistor-Vorverstärkervariante konnte die Firma Neumann nicht mehr an den großen Markterfolg des U-47-Mikrofons mit dem ursprünglichen VF14m-Vorverstärker anknüpfen.
Allerdings erlangten die Nuvistoren keine große und langanhaltende Bedeutung mehr – das lag auch an der gleichzeitig stattfindenden Entwicklung der Halbleiterbauelemente wie JFETs, welche diesen Röhrentyp vollständig verdrängten.

## Beispiele
Beispiele von Nuvistor-Elektronenröhren von RCA sind:
- 6CW4 – erste am Markt erhältliche Triode mit hoher Steilheit, vor allem im Konsumelektronikbereich eingesetzt
- 6DS4 – Nachfolger der 6CW4
- 6DV4 – Triode mit mittlerer Steilheit, als UHF-Oszillator eingesetzt, Gehäuse manchmal vergoldet
- 7586 – Triode von Philips/Mullard, wahrscheinlich ab 1961
- 8056 – Triode für niedrige Versorgungsspannung
- 8058 – Triode für UHF-Anwendungen
- 7895 – 7586 mit größerer Steilheit